# Гамлехауген
Гамлехауген (норв. Gamlehaugen) — замок в Бергене, Норвегия. Официальная резиденция норвежской королевской семьи во время пребывания в Бергене.

## История
В средние века территория вокруг нынешнего замка использовалась как сельскохозяйственная усадьба. Но во время эпидемии чумы она оказалась заброшена. 
Название Гамлехауген впервые упоминается в документах в 1665 году. Речь в них идёт о сельской ферме. 
В 1708 году ферма вошла в состав усадьбы Фьесангеров. Однако в 1809 году по инициативе Данкерта Крона, который купил эти земли ещё в 1774 году, Гамлехауген был отделён от Фьесангера и стал независимым имением. После смерти Крона имение досталось его племяннице. Однако управлением занималась не она, а домработница. 
Около 1812 года был построен усадебный дом. В 1864 году Александр Булл, сын композитора и скрипача Уле Булля, купил эти земли, но уже через два года продал. Новым владельцем стал Антон Мор, географ и историк. Он купил Гамлехауген в качестве сельскохозяйственной фермы. После смерти Мора в 1890 году его вдова Алет продала усадьбу горожанам из Бергена при условии, что сможет продолжать проживать в господском доме. В мае 1898 года имение приобрёл судовладелец и политик Кристиан Микельсен. После смерти Алет Мор он снёс прежний господский дом и к 1899 году построил резиденцию Гамлехауген, которая сохранилась до наших дней. 
После смерти Михельсена в 1925 году его друзья и коллеги начали сбор средств для выкупа усадьбы и сохранения её в качестве объекта архитектурного наследия. Собрать необходимый один миллион норвежских крон не удалось. Однако кампания привлекала внимание общественности и усадьба была приобретена за счёт государственного бюджета. За счёт дотаций замок сохранялся в безупречном состоянии долгие десятилетия. После этого власти Норвегии продолжала нести расходы на содержание усадьбы. 
С 1998 начались масштабные работы по реконструкции здания. В итоге замок стал подготовлен к размещению правящей королевской семьи. С этой поры он служил в качестве официальной летней королевской резиденции. В частности, наследный принц Хокон жил в поместье во время своего пребывания в Военно-морской академии в Бергене.

## Описание
По воле Кристиана Микельсена здание спроектировано в стиле шотландских баронских усадеб архитектором Йенсом Цетлицем Монрадом Килландом. На самом деле здесь получился синтез стиля французского замка XVI века и шотландских усадеб, построенных в духе Тауэра. А кроме того в отделке преобладает классический норвежский декор, напоминающий о богатстве жителей Бергена во времена Средневековья и Ганзейского союза. Несколько различных стилей повлияли и на оформление комнат — рококо, нео-ренессанс, голландское барокко и нео-барокко. 

## Парк
Вокруг замка разбит парк в английском стиле. В первую очередь это означает разнообразие видов растений. Парк открыт для посещения. Здесь разрешены не только пешие но и велосипедные прогулки, а также купание. 

## Современное использование
В летние месяцы для торжественных мероприятий открыты некоторые помещения, в частности бальный зал. Многие другие комнаты открыты для экскурсий. В неприкосновенности также сохраняется кабинет строителя замка и бывшего премьер-министра Кристиана Микельсена.

## Галерея
- Главный вход в замок
- Ночная подсветка замка
- Вид замка со стороны парка
- Зимний сад замка
- Здание конюшен